# Molekulová fyzika
Molekulová fyzika (též molekulární fyzika) je část fyziky, která zkoumá látky na úrovni atomů a molekul a vlastnosti látek bezprostředně vycházející z jejich struktury. Snaží se najít vztahy mezi makroskopickým chováním látky na základě vzájemného působení a pohybu velkého množství částic, ze kterých se látky skládají.
Molekulová fyzika využívá metody teorie pravděpodobnosti a matematické statistiky. Základem molekulové fyziky je kinetická teorie látek. Poznatky molekulové fyziky se uplatňují především při vysvětlování stavů těles a látek (pevné, kapalné, plynné, plazma) a při vysvětlování termodynamických dějů v termice.
Molekulová fyzika se nezabývá stavbou atomu, tou se zabývá atomistika.